# Andrena taraxaci
Andrena taraxaci är en biart som beskrevs av Joseph-Étienne Giraud 1861. Andrena taraxaci ingår i släktet sandbin, och familjen grävbin. Inga underarter finns listade i Catalogue of Life.
Arten förekommer i mellersta och sydöstra Europa, samt med en separat population på Koreahalvön och Japan.